# Half of My Heart
«Half of My Heart» es una canción del cantante estadounidense de rock alternativo John Mayer con la cantante estadounidense de country pop Taylor Swift. Es el tercer sencillo del álbum del 2009 de Mayer, Battle Studies.

## Música y letra
En "Half of My Heart" aparecen sonidos pop rock que la música anterior de Mayer. Sus álbumes anteriores exploró por sonidos blues y rock acústico, especialmente en su álbum del 2006, Continum. 
La letra de la canción está cantada por Mayer y Swift; Swift canta con Mayer en el coro y en el puente de la canción. La letra son sobre el dúo, con la mitad de sus corazones diciendo que deberían continuar amándose, aunque la otra mitad dice que no tienen un amor verdadero, y no pueden seguir amándose.
Mayer por Tuit, dijo que quería grabar la canción con Swift en marzo del 2009: "Con la idea de la canción que no se va de mí cabeza. Ya van tres días ya. Eso significa que es suficiente para terminar," escribió. "Se llama 'Half of My Heart' y quiero cantarla con Taylor Swift. Ella haría un matador Stevie Nicks en contraste a mi canción como Tom Petty."
En una entrevista mostrada en televisión llamada John Mayer: On the Record with Fuse (que salió solamente en el canal Fuse), quien lo entrevistó le preguntó por qué había elegido a la cantante Swift, ya que sólo tenía 19 años de edad, y Mayer tenía 32. Él respondió diciendo que no la colocaba en su álbum para vender más copias para los fanes de Taylor Swift, que podría obtener el álbum de esa canción.
Existe una versión alternativa de la canción, con diferente música y voces.

## Posiciones
"Half of My Heart" debutó en el número veintinueve en Hot Adult Top 40 Tracks en la fecha de emisión del 8 de mayo de 2010. Eso hace la aparición número decimocuarta en esa lista. La canción también debutó en el número 25 en Billboard Hot 100 en el lanzamiento del álbum de Mayer, Battle Studies. Cayó del Hot 100 en dos semanas, sin embargo en su lanzamiento como sencillo entró a la lista en el número 88 y llegó al número 34.

## Certificaciones
| País           | Certificaciones (Ventas) |
| -------------- | ------------------------ |
| Estados Unidos | Oro                      |